# Галиакберов, Станислав Кабирович
Станисла́в Каби́рович Галиакбе́ров (тат. Stanislav Kəbir uğlı Ğaliəkbərev, Станислав Кәбир улы Галиәкбәрев; 30 июля 1931 — 22 мая 2016) — советский, российский шахматист и шахматный композитор, патриарх шахматной школы Республики Татарстан, основатель Дворца шахмат и шашек им. Р. Г. Нежметдинова

## Биография
Родился 30 июля 1931 года в деревне Ново-Павловка Краснолучского района Ворошиловградской области Украинской ССР.
С 1932 года жил в г. Казани.
С шахматами познакомился в детском возрасте. В годы Великой Отечественной войны посещал шахматный кружок при клубе госторговли на ул. Куйбышева в Казани, где тренером был один из ведущих шахматистов Казани Петр Ермолин. Затем занимался в шахматном кружке ДСО «Спартак» под руководством Р. Г. Нежметдинова и Г. И. Сатониной.
После окончания школы учился в Архангельске, где занимался шахматами у известного впоследствии тренера, мастера спорта Виктора Голенищева. В 1951 году участвовал в областном первенстве ДСО «Зенит» и выполнил норму первой категории.
После окончания техникума в 1952 году начал работать в проектных организациях, сначала в институте «Промэнергопроект», а с 1953 года в проектной конторе «Татпроект», институте «Татаргражданпроект», институте «Татагропромпроект». Награждён правительственными наградами.
По возвращении в Казань в 1953 году принял участие в личном первенстве Татсовета ДСО «Труд» и занял первое место, после чего отошёл от активных шахмат.

## Пламенная страсть
В 1977 году заинтересовался шахматной композицией. Решал задачи и этюды, начал участвовать в заочных конкурсах. С 1977 по 1986 годы принял участие в 36 международных, всесоюзных, республиканских, областных и городских конкурсах по решению. Как победитель соревнований удостоен многочисленных дипломов и грамот различных степеней от журналов «Турист», «Шахматы в СССР», «Знаменосец», «Социалистическая культура», «64 — Шахматное обозрение», «Смена», «Студенческий меридиан», а также газет «Советская Россия», «Советская культура», «Социалистическая индустрия», «Советский спорт», «Красная звезда», «Учительская газета», «Строительная газета», «Индустриальное Запорожье», «Вечерняя Казань», болгарской газеты «Строитель» и многих других.

Станислав Кабирович вспоминал:
Самым запоминающимся, очень интересным и трудным был конкурс в 1981 г. в украинской газете «Индустриальное Запорожье», где конкурс проводился одновременно в четырёх разделах — задачи, этюды, комбинации и шахматная викторина. В первом разделе я набрал 67 очков из 88, во втором — 84 из 84, а в третьем 75 из 75 и в заключительном четвёртом 62,5 очка из 72. Таким образом, набрав 288,5 очка я стал третьим призёром в этом шахматном многоборье.

Через всю жизнь я пронес любовь к шахматному искусству. Это необъяснимая радость, удовольствие, отдых, и много других положительных эмоций вызывает занятие таким уникальным видом спорта!
Первый председатель комиссии по шахматной композиции при шахматной федерации Республики Татарстан с 1982 года.

## Общественная деятельность

Станислав Галиакберов, Президент РТ Минтимер Шаймиев, Леонид Ярош, вице-премьер России Александр Жуков, депутат Госдумы РФ Олег Морозов

Шахматисты Татарстана благодарны Станиславу Галиакберову за колоссальный труд по развитию шахматной композиции в республике. Важным этапом становления и популяризации композиции стало создание Галиакберовым совместно с сыном Айдаром в феврале 1982 года комиссии по шахматной композиции при федерации шахмат ТАССР.
В короткие сроки установилась тесная творческая связь с проблемистами всей республики. Организованы и проведены многие интересные крупные соревнования с привлечением ведущих композиторов мира. Спортсмены Татарстана стали успешно выступать на всероссийских, всесоюзных и международных соревнованиях, на чемпионатах мира.
Станислав Галиакберов добился выделения для шахматного клуба прекрасного здания, обратившись с личным письмом в Политбюро Центрального Комитета Коммунистической партии Советского Союза и лично к Леониду Ильичу Брежневу. В итоге Казань и Республика Татарстан получили Дом шахмат (впоследствии Дворец шахмат), где расположилась школа шахмат, шашек и го им. Р. Г. Нежметдинова.

## Заслуги
Отлично выступал Станислав Кабирович Галиакберов и в турнирах среди ветеранов, постоянно занимая высокие призовые места. После выхода на пенсию работал специалистом во Дворце шахмат и шашек им. Р. Г. Нежметдинова.
В день открытия V Кубка России по шахматам (Казань), в связи с 70-летием, почётному президенту комиссии по шахматам Станиславу Кабировичу Галиакберову вручена почётная грамота Федерации шахмат России.
Под его непосредственным руководством Леонид Ярош стал двукратным чемпионом мира, а Лев Грольман трёхкратным чемпионом мира по шахматной композиции в составе сборной команды России. За достигнутые успехи они удостоены почётного звания Заслуженных мастеров спорта Республики Татарстан.
Министерство по делам молодежи и спорту Республики Татарстан наградило Станислава Кабировича Галиакберова Республиканским почётным знаком «За заслуги в развитии физической культуры и спорта» за номером 375.
Президиум Федерации шахмат Республики Татарстан присвоил Станиславу Кабировичу Галиакберову звание Почётного члена Федерации и вручил удостоверение за № 1-В «Ветеран шахмат Республики Татарстан».